# Gnathonaroides pedalis
Gnathonaroides pedalis är en spindelart som först beskrevs av James Henry Emerton 1923.  Gnathonaroides pedalis ingår i släktet Gnathonaroides och familjen täckvävarspindlar. Inga underarter finns listade.